# Kesselstatt (Adelsgeschlecht)

Stammwappen derer von Kesselstatt

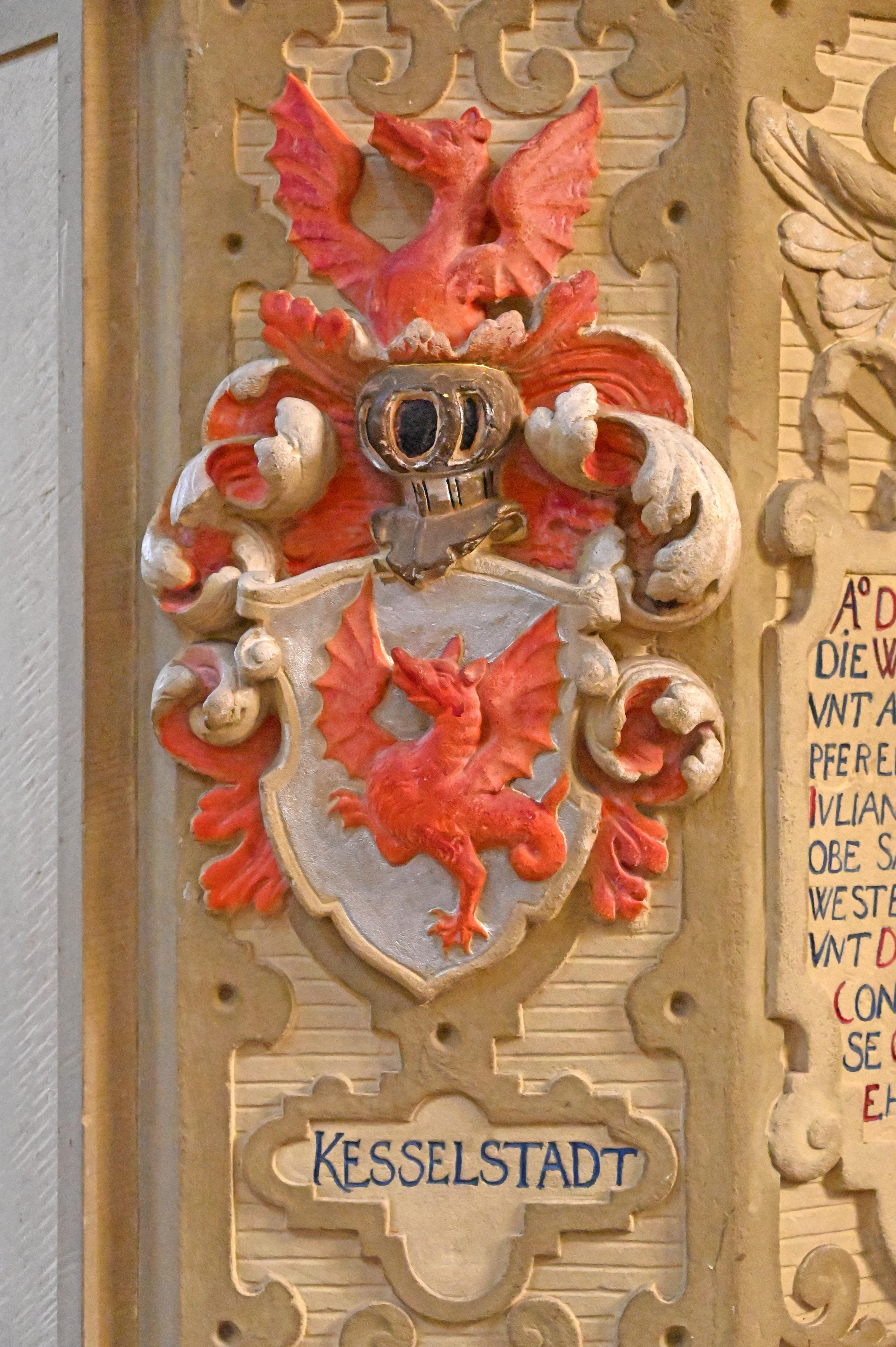
Wappen derer von Kesselstadt, Steinkanzel von 1634 in St. Thomas (Bitburg-Prüm)

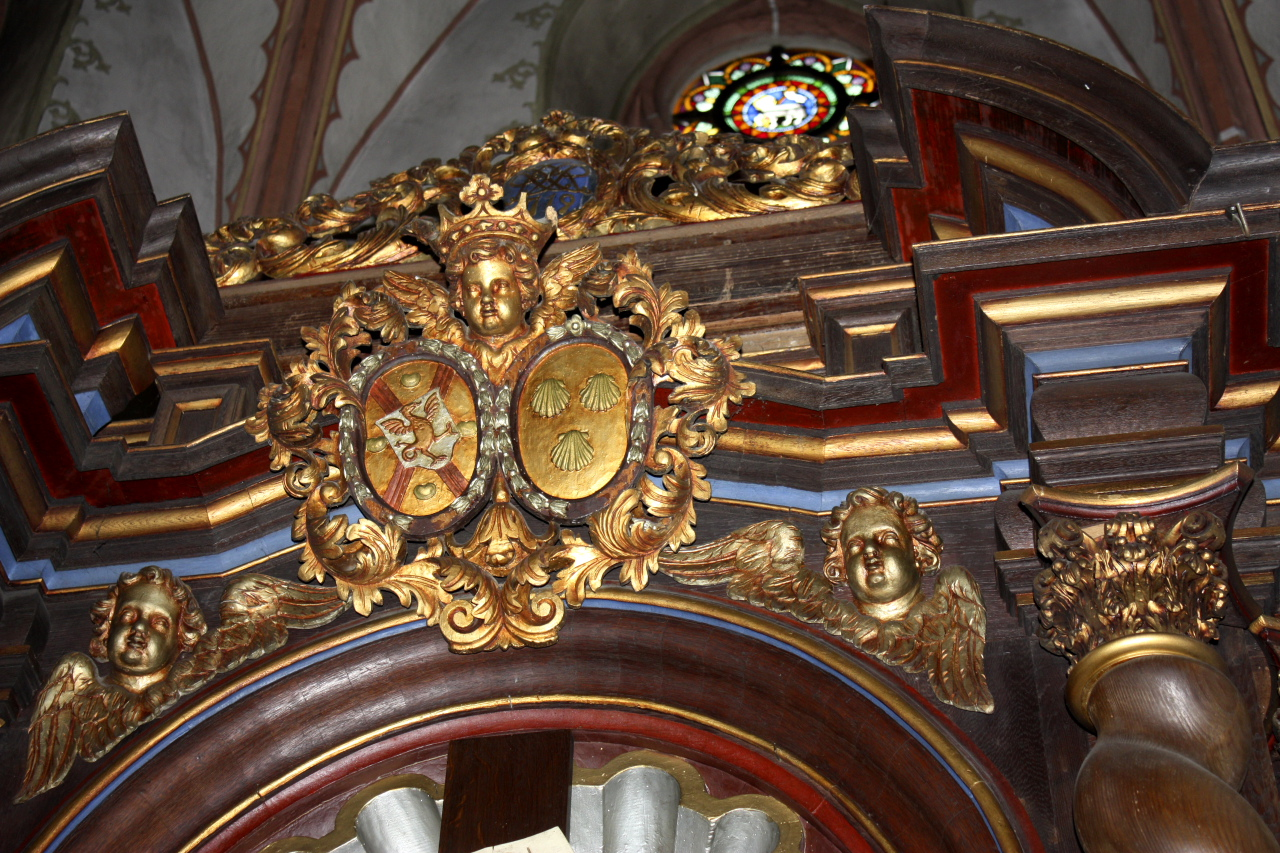
Ehewappen Kesselstatt-Metternich in St. Vitus zu Lösnich von 1719

Derer von Kesselstatt sind ein altes Adelsgeschlecht, das ursprünglich aus dem heutigen hessischen Raum stammte und dessen gleichnamiges Stammhaus bei Kesselstadt lag. Ihre Mitglieder standen an verantwortungsvollen Stellen im Dienst für Kirche und Staat als Prälaten, Äbte, Diplomaten, hohe Beamte und Militärs.

## Geschichte
Das Geschlecht erscheint urkundlich erstmals 1229 mit einem Hartwig von Plumheim, Sohn des Ulrich von Kezzelstadt, der einen Platz und einen mansus in Omestad Minoris dem Mainzer Kanonikus Heinrich von Ravensberg zu Eigen gibt. 1297 werden ein Mulich und Peter von Kesselstatt als Bürgen des Grafen Ludwig von Rieneck erwähnt. Ein Rudolf von Kesselstatt wird 1340 als Vogt zu Hanau urkundlich bezeugt. Mit Johann von Kesselstatt, der 1365 in Urkunden genannt wird, beginnt die offizielle Stammreihe der Familie.
Im 14. Jahrhundert kamen die Ritter von Kesselstatt in den kurtrierischen Raum, zunächst als Burghauptmänner auf dem bischöflichen Schloss Montabaur. Über weitere Ämter und Eheschließungen wurde die Familie an der Mosel und in Kurtrier ansässig:
- 1384 wurde Johann Moir von Kesselstatt mit dem Hofamt als kurtrierischer Marschall ausgestattet und Oberschultheiß in Koblenz.
- 1385 wurde Friedrich von Kesselstatt, der bereits Ämter des Kurfürsten Kuno II. von Falkenstein versah, u. a. mit einem Weinzins aus der kurfürstlichen Steuer zu Karden/Mosel sowie der Burg Klotten belehnt.
- 1404 erhielt Friedrichs Bruder Dietrich vom Trierer Kurfürsten Werner von Falkenstein die Stelle des Amtmanns in Daun.
- 1423 wurde Dietrich mit dem Burghaus zu Kröv/Mosel belehnt und als Verwalter der kurtrierischen Rechte im Kröver Reich ernannt; das Amt des Obervogtes übte die Familie mit wenigen Unterbrechungen bis zum Ende des Kurstaats 1794 aus.
- Friedrich II., Sohn Friedrichs I. († 1473), des Burgherrn von Klotten, erheiratete von Geza von Daun ein Drittel des Kondelwaldes.
- Friedrich I. und sein Sohn Friedrich II. erwarben 1445 von den Gebrüdern Alf und Kuno von Bassenheim die bereits 1428 verpfändete Herrschaft und Burg in Föhren. Kuno von Bassenheim war mit Katharina von Kesselstatt, der Schwester Friedrichs II. verheiratet, wodurch familiäre Bindungen zwischen Käufer und Verkäufer bestanden. Stammsitz der Reichsgrafen von Kesselstatt ist seither bis heute das Schloss Föhren.
- 1690 heiratete Casimir Friedrich Freiherr von Kesselstatt Anna Clara Freiin von Metternich-Burscheid und erbte nach dem Tod seines Schwiegervaters Wolfgang Heinrich Freiherr von Metternich-Burscheid im Jahre 1790 dessen Herrschaften, Häuser und Lehen, u. a. das Herrenhaus mit der Herrschaft Lösnich, Haus und Herrschaft Bruch, die Herrschaft Dodenburg (die bis 1952 im Besitz blieb), die Herrschaft Bitburg, den Kriechinger Hof zu Kröv und das Metternich-Burscheider Haus zu Koblenz. Damit verbunden war das Erbkämmereramt von Kurmainz.
- Mit Peter von Kesselstatt als Abt des Augustinerklosters Springiersbach (von 1432 bis 1468) hatte die Familie erstmals eine bedeutsame kirchliche Position errungen. Peter war ein Bruder von Friedrich II.
- Im 17. und 18. Jahrhundert gelang es der Familie, führende Positionen im Domkapitel in Trier zu erringen. Das nach dem Erzbischof höchste Amt der Trierer Kirche als Dompropst hatten Karl Kaspar (1686–1723), Hugo Wolfgang (1743–1750) und Franz Ludwig (1774–1777) inne.
- Von 1795 bis 1828 war Johann Philipp Franz Trierer Domdechant.
- Das Amt eines Archidiakons (Generalvikar) bekleideten Georg Wolfgang von 1624 bis 1626 und Lothar Adolf von 1699 bis 1712.

Von 1709 bis 1932 gehörte ferner das Schloss Bekond zum Familienbesitz. In den Jahren 1740 bis 1746 ließ Hugo von Kesselstatt durch den bekannten Barockbaumeister Johann Valentin Thoman gegenüber der Trierer Liebfrauenkirche ein stattliches Palais errichten. Dieses wurde im Zweiten Weltkrieg fast vollständig zerstört, aber nach alten Plänen als heutiges Restaurant wieder aufgebaut.
Nach einer Aufstellung von Franz Xaver Streitberger aus dem Jahr 1802 besaß das reichsgräfliche Haus Besitzungen und 1774 Untertanen in 35 Orten und darüber hinaus Weingüter und Weinrenten. Kaiser Josef II. erhob die Freiherren von Kesselstatt im Jahr 1776 zu Reichsgrafen.

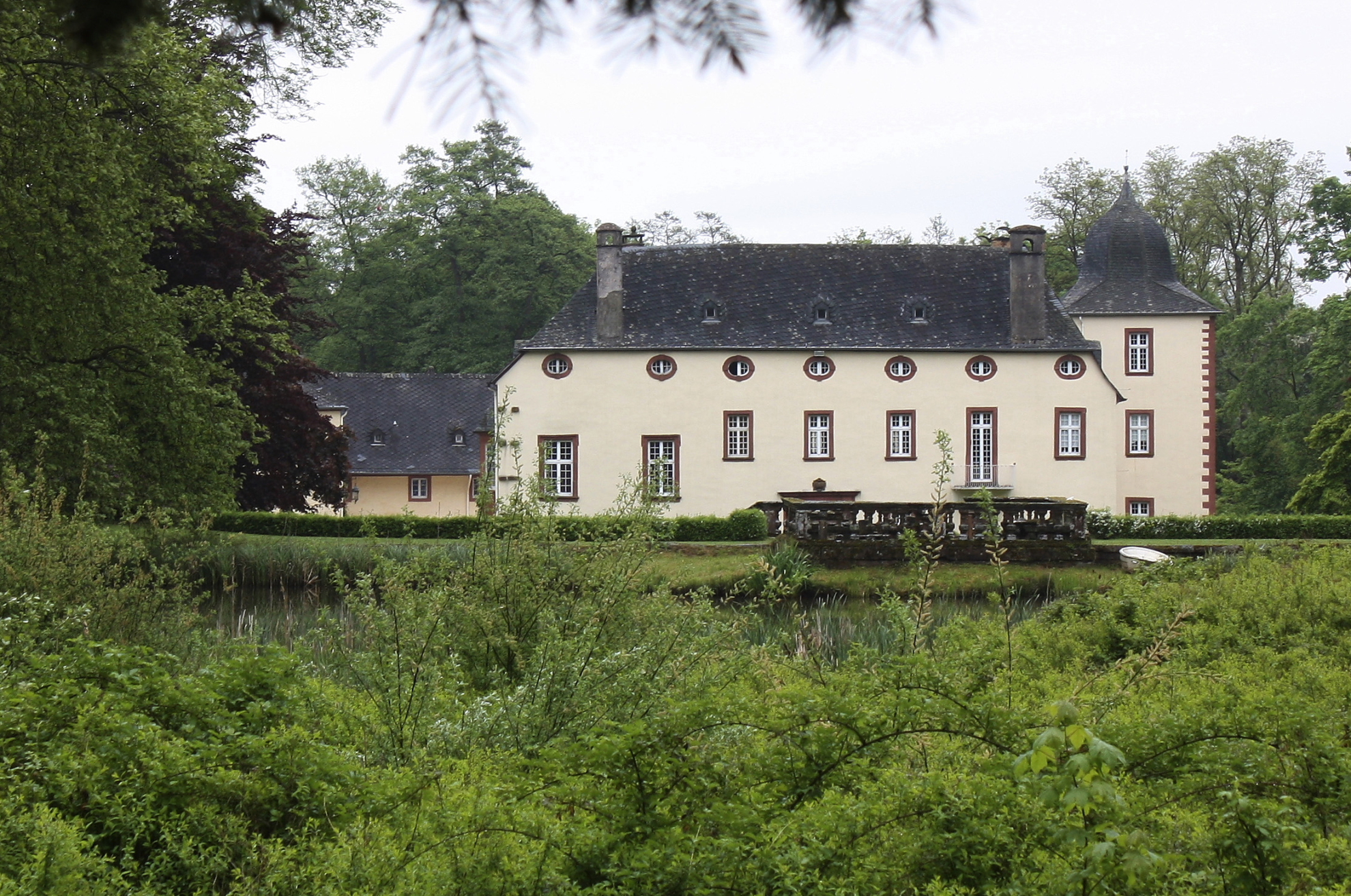
Schloss Föhren, von 1445 bis heute Stammsitz der Familie
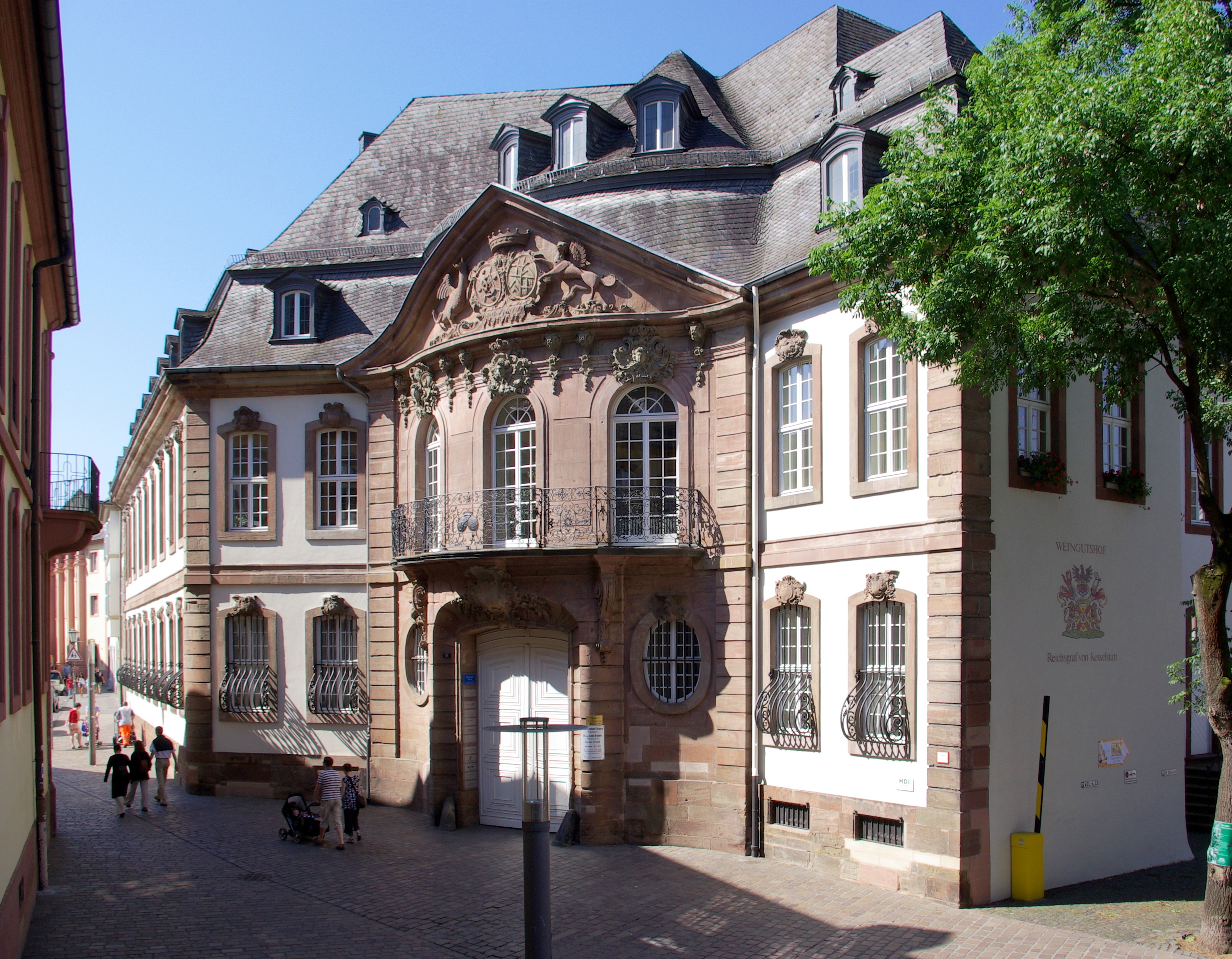
Palais Kesselstatt in Trier
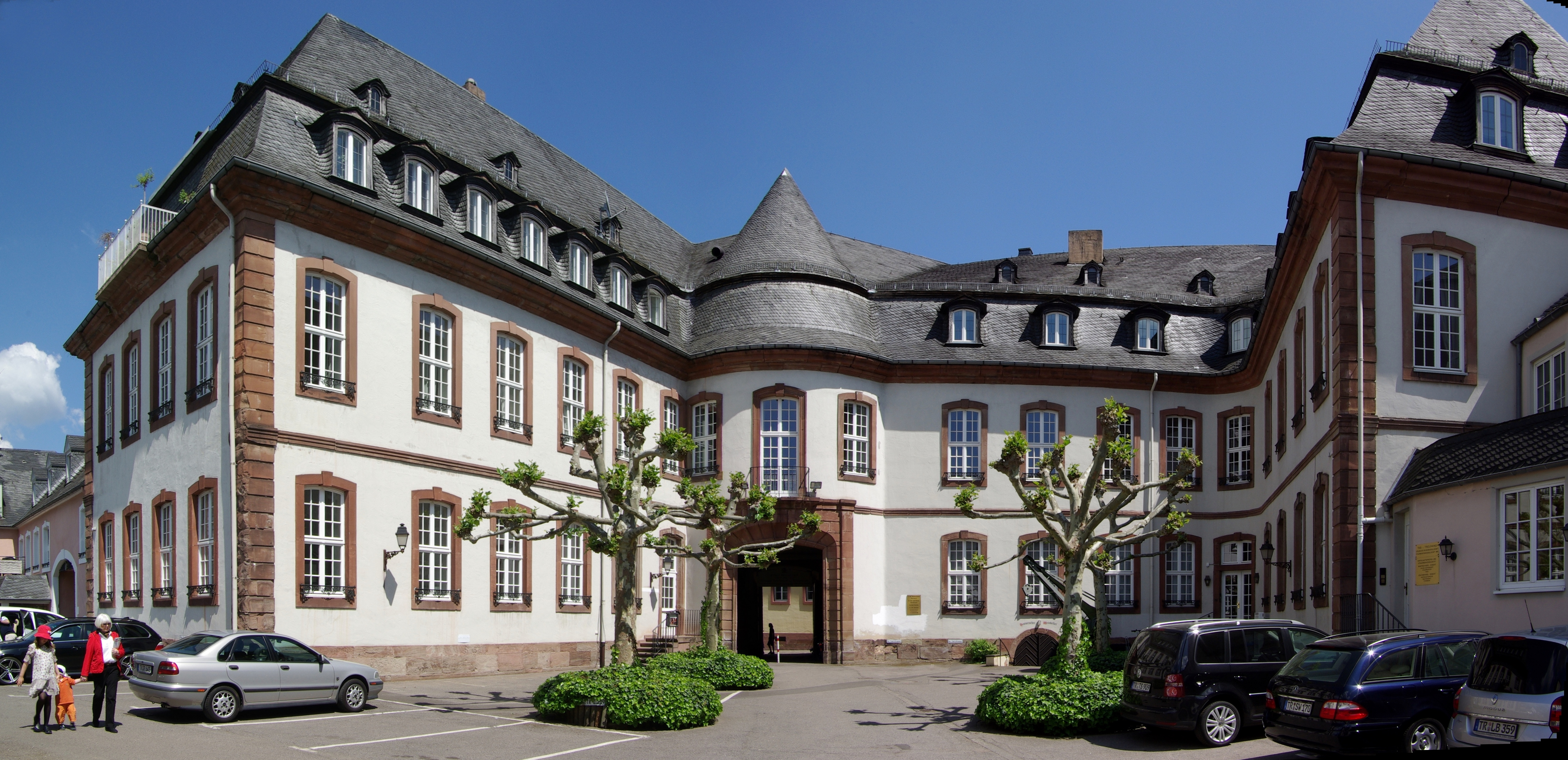
Palais Kesselstatt (Hofseite)
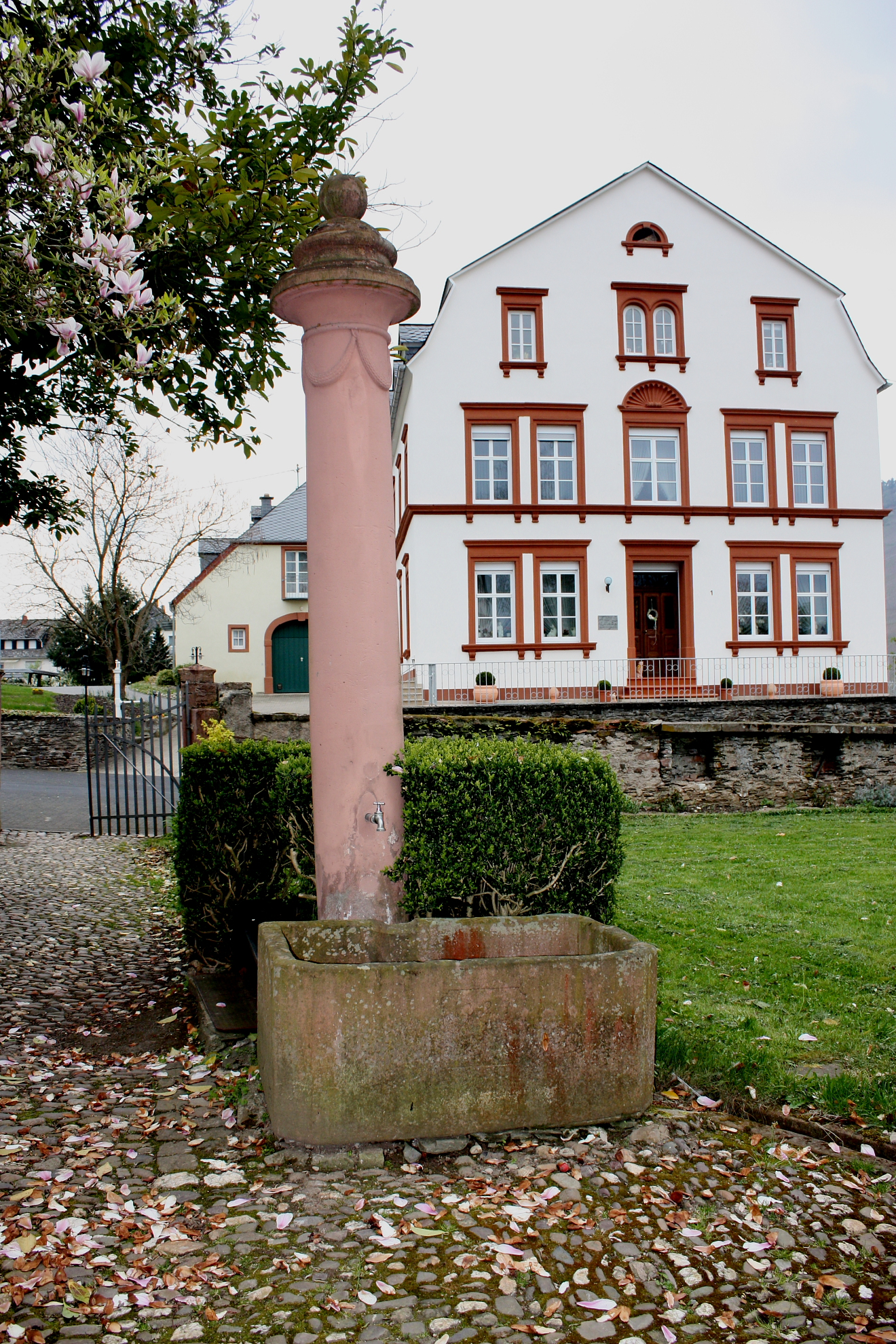
Herrenhaus in Lösnich
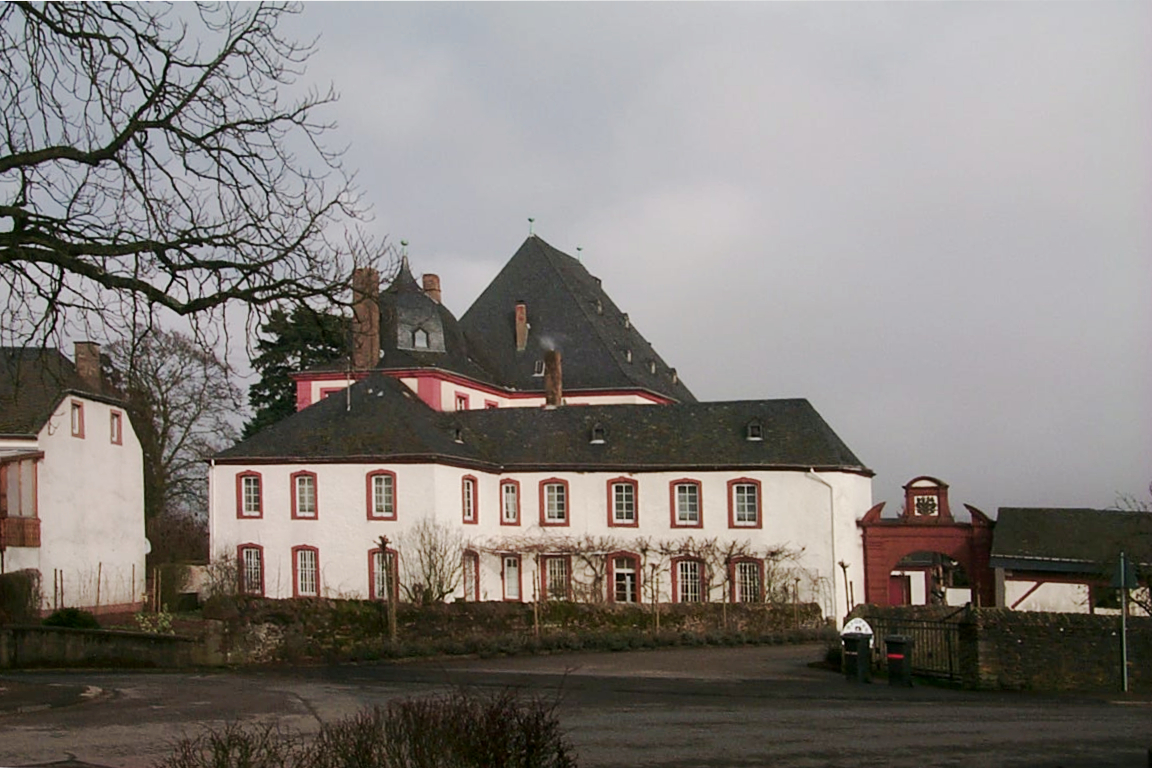
Schloss Bekond
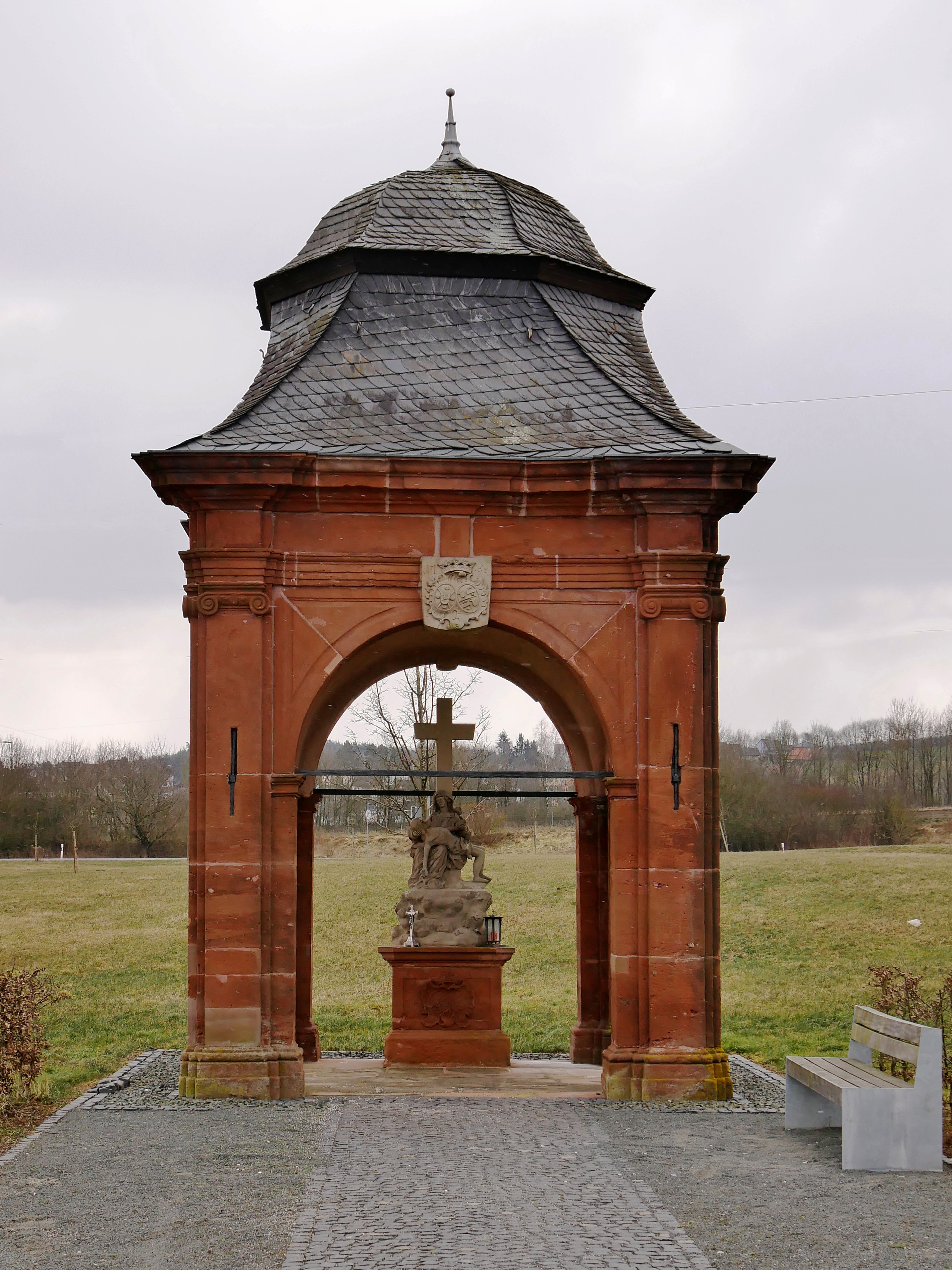
Hochkreuz (Föhren)

## Weingut „Reichsgraf von Kesselstatt“
Mit seiner über 650-jährigen Geschichte ist das Weingut Reichsgraf von Kesselstatt eines der traditionsreichsten Güter im Anbaugebiet Mosel-Saar-Ruwer. 1978 erwarb Günther Reh (Mehrheitseigner der Sektkellerei Schloss Wachenheim mit der bekannten Hausmarke Faber Sekt) das Weingut Reichsgraf von Kesselstatt.

## Wappen
Das Stammwappen zeigt: „In Silber ein zweibeiniger geflügelter roter Drache mit schlangenartigem Hinterleib und aufwärtsgewundenem Stachelschwanz. Auf dem rot-silbern bewulsteten Topfhelm mit rot-silbernen Decken der wachsende rote Drache.“ 
Das Wappen der Reichsgrafen von Kesselstatt (1776): „In Gold ein von je einem grünen Seeblatt bewinkeltes rotes Andreaskreuz († von Orsbeck) mit dem Stammwappen als Herzschild belegt.“

Wappen der Herren von Kesselstatt
Wappen der Herren von Orsbeck
Wappen der Grafen von Kesselstatt von 1776
Wappen von Föhren, belehnt von Kesselstatt

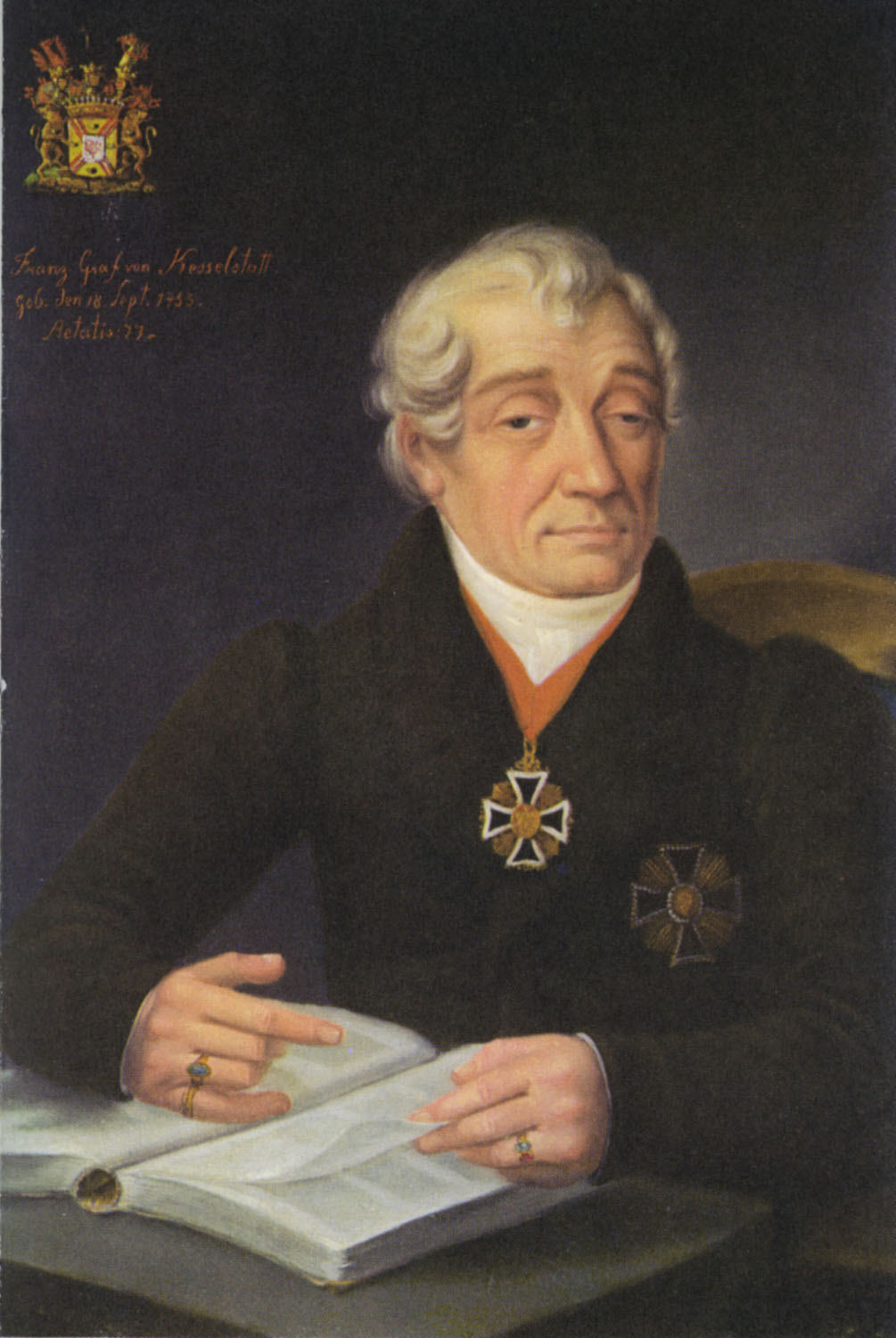
Graf Franz von Kesselstatt (1753–1841), Kunstsammler und Maler

## Personen
- Christoph von Kesselstatt (1757–1814), Kanoniker in Hildesheim, Paderborn und Münster, Domdechant in Paderborn, Sammler von Handschriften und frühen Drucken
- Edmund von Kesselstatt (1765–1840), deutscher römisch-katholischer Geistlicher
- Franz von Kesselstatt (1753–1841), deutscher Kunstsammler und Maler
- Georg Wolfgang von Kesselstatt (1561–1637), Domkapitular in Trier und Archidiakon in Dietkirchen
- Hugo von Kesselstatt (1727–1796), Landhofmeister des Trier Kurfürsten und kaiserlicher Geheimrat
- Hugo Wolfgang von Kesselstatt (1659–1738), Dompropst in Mainz, Domherr in Halberstadt und Lüttich sowie kurtrierischer Geheimrat
- Johann von Kesselstatt (1691–1730), Dompropst in Trier
- Johann Philipp von Kesselstatt (1754–1828), Domkapitular in Trier und Archidiakon in Karden
- Joseph Franz von Kesselstatt (1695–1750), deutscher Freiherr, Diplomat und Domherr
- Karl Kaspar von Kesselstatt (1652–1723), Statthalter, Rektor der Universität und Präsident des Hofrates in Trier
- Lothar von Kesselstatt (1662–1712), Dompropst in Trier und Speyer, Archidiakon in Dietkirchen